# クリーブランド・チャージ
クリーブランド・チャージ（Cleveland Charge）は、NBAゲータレード・リーグに加盟しているプロバスケットボールチーム。本拠地はアメリカ合衆国オハイオ州カントン。

## 歴史
2001年、NBAデベロップメント・リーグの設立と共に誕生したチームである。当時はアラバマ州ハンツビルにフランチャイズを構え、「ハンツビル・フライト」と名乗った。2004-2005シーズンを27勝21敗の3位で終えると、ハンツビルからアルバカーキに移転した。
2005-06シーズンは田臥勇太が新加入したことで、日本のバスケットボールファンにもサンダーバーズの名前が知れ渡った。田臥はシーズン後半に怪我で戦線離脱したが、チームは初優勝を果たした。同シーズンプレーした選手には他に元東京アパッチのニック・ビリングスも所属していた。
2010-11シーズンからは本拠地をアルバカーキからリオランチョに移転し、チーム名をニューメキシコ・サンダーバーズに改称した。シーズン後、クリーブランド・キャバリアーズがチームを買収。本拠地をオハイオ州カントンに移転し、チーム名をカントン・チャージに改称した。

## 歴代所属選手
- ティーリー・ブラウン（Tierre Brown）
- チャック・ヘイズ
- 田臥勇太
- アラン・アンダーソン
- ジェロン・ブロッサムゲーム
- クイン・クック
- ケイ・フェルダー
- ジョー・ハリス
- グラント・ジェレット
- ケビン・ジョーンズ
- アレックス・カーク
- アンソニー・ラム
- ジョン・ルーアー
- ケンドリック・パーキンス
- ブランドン・ポール
- アレクサンダー・ルオフ
- ヘンリー・シムズ
- ケイレブ・スワニガン
- ラシャード・ヴォーン
- ディーン・ウェイド
- ディラン・ウィンドラー
- クリスチャン・アイエンガ
- ダミエン・イングリス
- アンテ・ジジッチ
- ホルヘ・グティエレス
- クリスティアーノ・フェリシオ
- コビー・シモンズ
- アントニオ・ブレイクニー
- JP・マキューラ
- マット・ムーニー
- ラマー・パターソン
- ロンドン・ペランテス
- マラチ・リチャードソン
- サマルド・サミュエルズ
- ディー・ジェイ・ステフェンズ
- マイケル・ストックトン
- エマニュエル・テリー
- CJ・ウィルコックス
- デン・アデル
- セルゲイ・カラセフ
- ノーベル・ペレ

## 歴代ヘッドコーチ
- マイケル・クーパー (2005-2007)
- ダービン・ハム (2010-2011)
- ジョルディ・フェルナンデス (2014-2016)
- ネイト・ラインキング (2016-2021)